# Miklós Réthelyi
Miklós Réthelyi (né le 8 juin 1939 à Zalaegerszeg) est un universitaire et homme politique hongrois, anciennement ministre des Ressources nationales.

## Biographie
Il obtient, en 1982, son doctorat de médecine et devient, quatre ans plus tard, professeur, et directeur adjoint, au département d'anatomie à l'université Semmelweis. Deux fois haut fonctionnaire, au ministère des Affaires sociales entre 1990 et 1991, puis au ministère de l'Éducation de 1998 à 1999, il a été recteur de son université entre 1991 et 1995.
Le 29 mai 2010, il est choisi par le nouveau Premier ministre, Viktor Orbán, pour occuper le poste de ministre des Ressources nationales, qui rassemble les compétences de la politique sociale, de l'éducation, de la culture, de la santé et des sports.
Il démissionne le 13 mai 2012 et est remplacé par Zoltán Balog.